# Turčianske Jaseno
Turčianske Jaseno (Hongaars: Turócjeszen) is een Slowaakse gemeente in de regio Žilina, en maakt deel uit van het district Martin.
Turčianske Jaseno telt 375 inwoners.